# Prosek

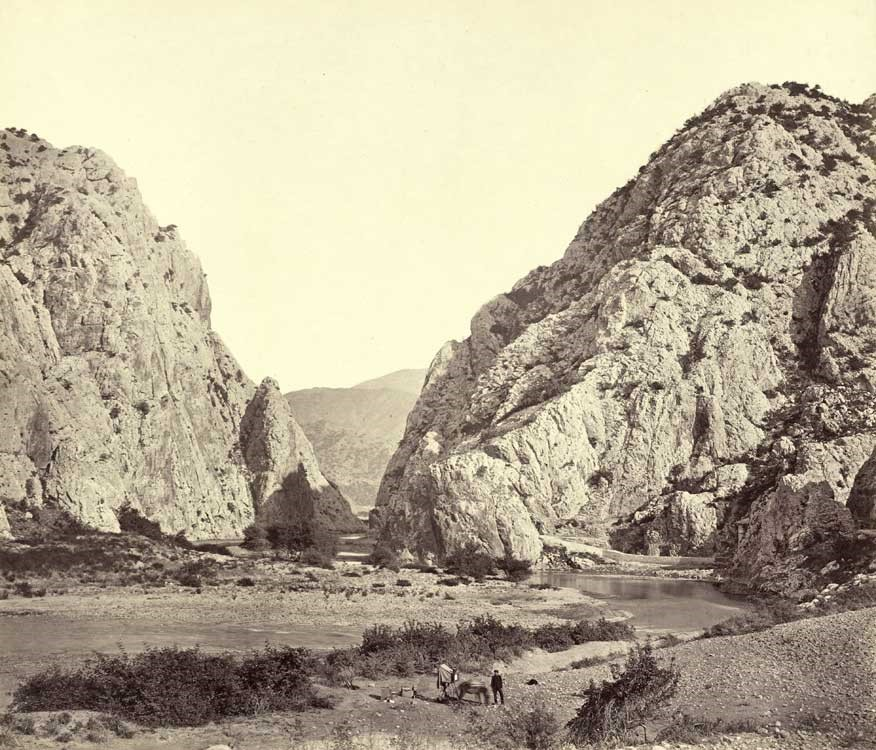
El cañón del Vardar en la moderna Demir Kapija fue el sitio de la capital de Strez, Prosek, desde 1208 a 1214.

Prosek (en macedonio: Просек), también conocido como Stenae, es un sitio arqueológico ubicado en el cañón de Demir Kapija, en Macedonia del Norte. Este antiguo asentamiento tenía una posición estratégica excelente para la guerra. Fue descubierto en 1948. Algunas de las cosas que se han encontrado aquí son cuatro torres que quedan en pie hasta hoy en día, muchos objetos de cerámica, joyas, monedas, y unas pocas acrópolis y necrópolis.